# Matthias Krizek
Matthias Krizek, né le 29 aout 1988 à Vienne, est un coureur cycliste autrichien.

## Biographie
En août 2018, il termine 28e du championnat d'Europe sur route à Glasgow.
Il met un terme à sa carrière cycliste à l'issue de la saison 2020. 

## Palmarès sur route

### Par années
- 2004
  - 3e du championnat d'Autriche sur route cadets
- 2006
  - 2e du championnat d'Autriche sur route juniors
  - 3e du Trofeo Karlsberg
- 2011
  -  Champion d'Autriche sur route
- 2012
  - 1re étape du Girobio
  - Tour d'Émilie amateurs
  - 3e de la Coppa Caduti di Reda
  - 3e du championnat d'Autriche sur route
  - 3e du Giro del Medio Brenta
- 2015
  - 2e du championnat d'Autriche sur route
  - 2e du Tour de Slovaquie
  - 3e du Grand Prix Südkärnten
- 2017
  - 5e étape de la Flèche du Sud
  - 3e du Grand Prix Vorarlberg
- 2019
  - Classement général du Rhône-Alpes Isère Tour

### Résultats sur les grands tours

#### Tour d'Espagne
1 participation
- 2014 : 125e

### Classements mondiaux
| Année           | 2008 | 2009 | 2010 | 2011 | 2012 |
| --------------- | ---- | ---- | ---- | ---- | ---- |
| UCI Europe Tour | 812e | 908e | 875e | 308e | 262e |

## Palmarès en cyclo-cross
- 2005-2006
  - 2e du championnat d'Autriche de cyclo-cross juniors